# Lloyd Felton
Lloyd Derr Felton (* 18. November 1885 in Pine Grove Mills, Pennsylvania; † 11. September 1953 in Baltimore) war ein amerikanischer Bakteriologe und Immunologe. Er wirkte von 1922 bis 1935 als Professor an der Harvard University und von 1935 bis 1938 an der Johns Hopkins University sowie von 1938 bis 1949 am National Institute of Health, darunter ab 1944 als dessen medizinischer Direktor. Zu seinen wissenschaftlichen Leistungen zählt unter anderem die erstmalige Isolierung einer reinen Antikörper-Präparation aus Serum.

## Leben
Lloyd Felton wurde 1885 in Pine Grove Mills und US-Bundesstaat Pennsylvania geboren. Er erlangte 1910 einen A.B.-Abschluss am College of Wooster und absolvierte anschließend ein Studium der Medizin an der Johns Hopkins University, das er 1916 abschloss. Nachdem er dort zunächst bis 1919 im Labor für Bakteriologie und Immunologie tätig gewesen war, wechselte er an das Rockefeller Institute for Medical Research.
Von 1922 bis 1935 fungierte er als Assistant Professor für Präventivmedizin und Hygiene an der Harvard University sowie anschließend bis 1938 als Associate Professor für Bakteriologie und Pathologie an der Johns Hopkins University. Im gleichen Jahr wechselte er zum United States Public Health Service, wo er in der Abteilung für Infektionskrankheiten des National Institute of Health in Bethesda, Maryland tätig war und 1944 zum medizinischen Direktor des Instituts ernannt wurde.
Fünf Jahre später ging er in den Ruhestand. Er starb 1953 in Baltimore und wurde auf dem Nationalfriedhof Arlington beigesetzt.

## Wissenschaftliches Wirken
Lloyd Felton, der während seiner Karriere rund 150 wissenschaftliche Publikationen veröffentlichte, widmete sich insbesondere der Herstellung von Antiseren zur Behandlung bakterieller Lungenentzündungen sowie deren Prophylaxe durch die Immunisierung mittels entsprechender Antigene. 1926 gelang ihm die erstmalige Isolierung einer reinen Antikörper-Präparation aus Serum.
Darüber hinaus beschäftigte er sich mit Methoden zur Bestimmung der optimalen Dosis von Antiseren sowie mit der Entwicklung von Sulfonamiden und der Erforschung der Meningitis. Nach ihm benannt ist eine als Felton phenomenon bezeichnete Beobachtung zur immunologischen Toleranz von Labormäusen gegenüber der Injektion hoher Dosen von Lipopolysacchariden aus Pneumokokken. In den Jahren 1947/1948 fungierte er als Präsident der American Association of Immunologists.

## Auszeichnungen (Auswahl)
Das College of Wooster verlieh Lloyd Felton 1925 einen Ehrendoktortitel. Darüber hinaus wurde er zum Fellow der American Association for the Advancement of Science, der American Medical Association und der American Public Health Association ernannt.

## Werke (Auswahl)
- The Intrameningeal Virulence of Microorganisms. New York 1920
- Standardization of Antipneumococcus Horse Sera and Concentrates. Washington 1937